# Cryptus avidus
Cryptus avidus là một loài tò vò trong họ Ichneumonidae.